# Condado de Webster (Nebraska)
O Condado de Webster é um dos 93 condados do estado norte-americano de Nebraska. A sede do condado é Red Cloud, que é também a sua maior cidade. O condado tem uma área de 1489 km² (dos quais 0 km² estão cobertos por água), uma população de 4061 habitantes, e uma densidade populacional de 2,7 hab/km² (segundo o censo nacional de 2000). Foi fundado em 1871 e recebeu o seu nome em homenagem a Daniel Webster (1782-1852), que foi senador pelo Massachusetts (1827-1841 e 1845-1850), e secretário de Estado dos Estados Unidos (1841-1843 e 1850-1852).